# سندی دنیس
ساندرا دیل دنیس (انگلیسی: Sandra Dale Dennis؛ زادهٔ ۲۷ آوریل ۱۹۳۷ درگذشته ۲ مارس ۱۹۹۲) هنرپیشه اهل ایالات متحده بود. او برای ایفای نقش در فیلم چه کسی از ویرجینیا وولف می‌ترسد؟ برنده جایزه اسکار بهترین بازیگر نقش مکمل زن شد.
وی از سال ۱۹۹۸ میلادی تاکنون مشغول فعالیت بوده است. از فیلم‌هایی که وی در آن ایفای نقش کرده است می‌توان به چه کسی از ویرجینیا وولف می‌ترسد؟، زنی دیگر، به ۵ و سکه ۱۰ سنتی برگرد و غریبه‌ها در شهر اشاره کرد.